# Artista faller
L'artista faller és l'ofici que s'encarrega de la creació de les Falles. És un professional amb un conjunt d'habilitats les quals fan possible la producció de les obres d'art efímeres i satíriques que es planten cada any a moltes localitats del País Valencià i més enllà dins de la celebració de la festa coneguda com les Falles. Entre aquestes destreses s'inclouen l'escultura, la pintura, l'arquitectura, la fusteria i el domini de tècniques artesanals com la manipulació del cartró pedra, la cera o el suro blanc.
Habitualment disposen d'un espai conegut com a obrador o taller faller on durant tot l'any desenvolupen els ninots, remats i grans volums que formen la Falla i que es veuran al carrer en Març. A més de la part purament artesanal moltes d'aquestes instal·lacions disposen d'estudis on l'artista pensa i dissenya donant com a resultat l'esbós de la Falla, primera aproximació del que després evolucionarà i es definirà amb major detall al llarg de l'exercici.
A més de dedicar-se a la realització de cadafals fallers, l'artista faller també rep encàrrecs per fer decorats per a pel·lícules, fires i parcs d'atraccions, aparadors comercials, escenografies teatrals i treballs artístics diversos.